# Stalitochara kabiliana
Stalitochara kabiliana là một loài nhện trong họ Dysderidae. Chúng được Eugène Simon miêu tả năm 1913, và chỉ được tìm thấy ở Algeria.